# Night of Champions 2009
Night of Champions 2009 was een professioneel worstel-pay-per-viewevenement dat geproduceerd werd door World Wrestling Entertainment (WWE). Dit evenement was de tweede editie van Night of Champions en vond plaats in de Wachovia Center in Philadelphia op 26 juli 2009.
De belangrijkste gebeurtenis was een match tussen de kampioen CM Punk en Jeff Hardy voor de World Heavyweight Championship. Jeff Hardy won de match en werd zo de nieuwe World Heavyweight Champion.

## Matchen
| Nr.                                                                          | Match | Winnaar(s)          |
| ---------------------------------------------------------------------------- | --- | ------------------- |
| -                                                                            | Cryme Tyme vs. The Hart Dynasty in een tag team match                                                                                             | Cryme Tyme          |
| 1                                                                            | Jeri-Show (Big Show & Chris Jericho) (c) vs. Ted DiBiase & Cody Rhodes in een tag team match voor het Unified WWE Tag Team Championship           | Jeri-Show (c)       |
| 2                                                                            | Tommy Dreamer (c) vs. Christian in een een-op-een match voor het ECW Championship                                                                 | Christian (nc)      |
| 3                                                                            | Kofi Kingston (c) vs. Big Show vs. MVP vs. Carlito vs. Jack Swagger vs. The Miz in een Six-Pack Challenge voor het WWE United States Championship | Kofi Kingston (c)   |
| 4                                                                            | Michelle McCool (c) vs Melina in een een-op-een match voor het WWE Women's Championship                                                           | Michelle McCool (c) |
| 5                                                                            | Randy Orton (c) vs. Triple H vs. John Cena in een Triple Threat match voor het WWE Championship                                                   | Randy Orton (c)     |
| 6                                                                            | Maryse (c) vs. Mickie James in een een-op-een match voor het WWE Divas Championship                                                               | Mickie James (nc)   |
| 7                                                                            | Rey Mysterio (c) vs. Dolph Ziggler in een een-op-een match voor het WWE Intercontinental Championship                                             | Rey Mysterio (c)    |
| 8                                                                            | CM Punk (c) vs. Jeff Hardy in een een-op-een match voor het World Heavyweight Championship                                                        | Jeff Hardy (nc)     |
| (c) huidige kampioen voor en na de match \| (nc) nieuwe kampioen na de match | |                     |